# Johann Zeh
Johann Zeh (* 10. Oktober 1816; † 5. Mai 1882) war ein österreichischer Ingenieur und Lokomotiv-Konstrukteur.
Johann Zeh war Maschinenbauingenieur und Konstrukteur bei der Siglschen Lokomotivfabrik. 1857 wurde er Oberingenieur bei der Kaiserin Elisabeth Bahn.
Zeh erfand die nach ihm benannte Zehsche Klappe, eine Drosselklappe im Blasrohr, die bei österreichischen Lokomotiven (kkStB 12 und 21) als Gegendampfbremse fungierte.
Darüber hinaus entwarf er 1854 die ersten österreichischen Lokomotiven mit einachsigen Drehgestellen, die später unter dem Namen Bisselgestell bekannt wurden.
| Personendaten    | Personendaten                                         |
| ---------------- | ----------------------------------------------------- |
| NAME             | Zeh, Johann                                           |
| KURZBESCHREIBUNG | österreichischer Ingenieur und Lokomotiv-Konstrukteur |
| GEBURTSDATUM     | 10. Oktober 1816                                      |
| STERBEDATUM      | 5. Mai 1882                                           |